# Rio Neches
O rio Neches (/ˈneɪtʃᵻz/) é um rio do leste do Texas que nasce na parte oriental do condado de Van Zandt a oeste do lago Rhine  e tem 669 km de comprimento. Desagua no lago Sabine perto de Rainbow Bridge e drena uma área de 25928 km².
No seu percurso foram construídas duas grandes albufeiras: o lago Palestine e a albufeira B. A. Steinhagen. O Neches banha várias cidades, incluindo Tyler, Lufkin, Silsbee, Evadale, Beaumont, Vidor, Port Neches, Nederland, Groves, e Port Arthur.

## História
Há provas arqueológicas de que o vale do rio Neches seja habitado há pelo menos 12.000 anos. A partir do século VIII, o povo Caddo habitou a região, construindo grandes montes. A cultura Caddo floresceu até ao final do século XIII, mas algumas tribos ainda viviam nas margens do rio quando os primeiros exploradores europeus chegaram no século XVI. O nome do rio, Rio Nieve ou Rio de las Nieves, deveria ter sido dado pelo explorador espanhol Alonso de León, que liderou várias expedições à região no final da década de 1680. De León chamou o rio Neches pelos índios Neches, uma das tribos Caddo estabelecida ao sul. Em sua quinta e última expedição em 1690, foi acompanhado pelo missionário de Queretaro, irmão Damián Massanet, que fundou a primeira missão no Texas, a de San Francisco de los Tejas. No mesmo ano, outro queretarano, o pregador Francisco de Casañas de Jesus Maria, fundou a missão do Santíssimo Nome de Maria nas margens do rio Neches, conhecido como "Arcanjo São Miguel". Em 1691, Domingo Terán de los Ríos, enquanto explorava a região, relatou que o rio Neches era um pequeno riacho, difícil e impossível de navegar. Em 1721, outra força expedicionária liderada pelo marquês de Aguayo, encontrou o rio tão cheio pelas chuvas que foi forçado a parar o seu avanço enquanto construía uma ponte (trinta e dois metros de comprimento e quatro metros de largura), uma das primeiras pontes construídas no Texas.
Um rio Nievas, ou rio de Snow, foi anotado pelo historiador sevilhano Francisco López de Gamarra em sua História geral das Índias, embora o rio que ele descreveu não corresponda ao rio Neches. Outros mapas espanhóis do início do século XVIII o chamam de Rio Mexicano, Rio das Tejas ou Rio San Miguel Arcángel. Muitos mapas confundiram o curso dos Neches e o confundiram com o rio Sabine e outros riachos da região. José Antonio Pichardo, que fez um estudo detalhado da fronteira Texas-Louisiana na primeira década do século XIX, coletou todas as confusões do passado, observando ao mesmo tempo que as designações dos dois rios - Neches ou Nievas, para o Rio ocidental e rio Sabinas para o leste - eles estavam em uso há anos, e quando o nome do rio mexicano foi usado, ele só se aplicava corretamente aos neches.
Entre 1819 e 1836, o argumento de que os nomes dos rios Neches e Sabine foram confundidos em mapas foi de grande importância nos Estados Unidos. Após a compra da Luisiana aos franceses pelos Estados Unidos em 1805, essa fronteira natural indefinida entre os Estados Unidos e a Espanha chegaram a um acordo em 6 de novembro de 1806, negociado pelo general James Wilkinson e pelo tenente-coronel Simón de Herrera, a fim de estabelecer um território neutro em ambos os lados do rio (Zona Neutra entre o rio Sabine e o Arroyo Hondo). A definição da fronteira foi resolvida pelo Tratado de Adams-Onís de 1819, que estabeleceu o rio Sabine como a fronteira do Golfo ao paralelo 32 N. O atraso espanhol na ratificação do tratado, bem como a independência do México em 1821, renovaram a disputa de fronteira. Os Estados Unidos alegaram que, durante algum tempo, os nomes dos rios Sabine e Neches foram revertidos e, portanto, que o tratado estabeleceu a fronteira no rio Neches.
Apesar das tentativas dos espanhóis de colonizar a área, os ocidentais não entraram na bacia de Neches até à década de 1820, quando os anglo-americanos começaram a se estabelecer lá. Logo foram superados pelos mexicanos em uma proporção de 10 para 1, após a independência da República do Texas em relação ao México, em 1836, quando a fronteira entre os Estados Unidos e a e o Texas estava firmemente estabelecido no rio Sabine, de acordo com o Tratado de Adams-Onís. O rio Sabine serviu como fronteira ocidental dos Estados Unidos até à anexação definitiva do Texas em 1845.
Durante as décadas de 1830 e 1840, muitas balsas movidas à força de braços foram colocadas no rio, o que ajudou a colonizar a área. Na sua primeira viagem ao Texas, Stephen F. Austin reconheceu o potencial do rio Neches como uma forma de transporte. Nas décadas de 1830 e 1840, navios de fundo plano já estavam a set usados para transporte de algodão e outros produtos agrícolas rio abaixo para a baía Sabine, onde eram carregados em navios maiores para o transporte para Nova Orleans, Galveston e outros portos. O boom do comércio nos rios Neches e Sabine contribuiu para o crescimento de Beaumont e Port Arthur.